# Union City (Nova Jérsia)
Union City é uma cidade localizada no estado americano de Nova Jérsia, no Condado de Hudson. A sua área é de 3,3 km² (dos quais 0 km² estão cobertos por água), sua população é de 67 088 habitantes, e sua densidade populacional é de 20 395,9 hab/km² (segundo o censo americano de 2000). A cidade foi fundada em 1850, e incorporada em 1925. Em 1980 a população da cidade foi estimada em 55 593 habitantes, e em 1990 em 58 012 habitantes. Mais de 82% da população da cidade é hispânica.